# Mountain Justice (film 1915)
Mountain Justice è un cortometraggio muto del 1915 diretto da Joseph De Grasse.

## Produzione
Il film fu prodotto dalla Rex Motion Picture Company.

## Distribuzione
Distribuito dall'Universal Film Manufacturing Company, uscì nelle sale cinematografiche statunitensi il 15 agosto 1915.